# フルーツ山梨農業協同組合
フルーツ山梨農業協同組合（フルーツやまなしのうぎょうきょうどうくみあい、通称:JAフルーツ山梨）は山梨県甲州市に本部を置く農業協同組合。

## 概要
2001年に東山梨地区の10農協が合併し結成された。エリアが明治期の山梨郡であることに加え、管轄内は県内屈指の果樹園地帯であることから山梨にフルーツの名前が冠されている。

### 管轄エリア
- 山梨市
- 甲州市
- 笛吹市（旧春日居町域）

結成時の旧東山梨郡が範囲となっている。笛吹市のうち旧春日居町のみ東山梨郡であったことから現在も同農協の管轄内となっている。

## 店舗一覧

### 支店
山梨ブロック（旧山梨市および旧春日居町）
- 春日居支所：笛吹市春日居町桑戸855
- 山梨支所：山梨市落合688
- 後屋敷支所：山梨市三ケ所890-1
- 加納岩支所：山梨市下神内川185
- 日川支所：山梨市下栗原1023
- 日下部支所：山梨市小原東36-1
- 八幡支所：山梨市市川1370
- 岩手支所：山梨市東1734-1

塩山ブロック（旧塩山市）
- 塩山支所：甲州市塩山上於曽941-1
- 千野出張所：甲州市塩山千野3705
- 玉宮支所：甲州市塩山竹森3381
- 大藤支所：甲州市塩山上粟生野504-2
- 神金支所：甲州市塩山上萩原63
- 奥野田支所：甲州市塩山熊野784-2
- 松里果実支所：甲州市塩山三日市場3234
- 松里支所：甲州市塩山小屋敷1379

笛川ブロック（旧牧丘町および旧三富村）
- 諏訪支所：山梨市牧丘町窪平97
- 中牧支所：山梨市牧丘町倉科622
- 西保支所：山梨市牧丘町牧平471
- 三富支所：山梨市三富下釜口267-3

勝沼ブロック（旧勝沼町および旧大和村）
- 勝沼支所：甲州市勝沼町勝沼1205
- 岩崎支所：甲州市勝沼町下岩崎954
- 東雲支所：甲州市勝沼町休息1551
- 菱山支所：甲州市勝沼町菱山3060-2
- 大和支所：甲州市大和町初鹿野1724-2

### 直売所
- フルーツ直売所八幡店：山梨市北239
- フルーツ直売所勝沼店：甲州市勝沼町藤井280-3

### ガソリンスタンド
- 山梨スタンド：山梨市落合14
- 塩山スタンド：甲州市塩山下於曽1590-2
- 牧丘スタンド：山梨市牧丘町倉科128
- 岩崎スタンド：甲州市勝沼町藤井280

## 地域の主な産物
- ブドウ（全域）
- モモ（全域）
- スモモ（山梨市、甲州市）

その他、サクランボや柿も取り扱っている。

## 関連施設
- やすらぎホール（甲州市にある斎場）